# St. Anthony Falls (35W) Bridge
Die St. Anthony Falls (35W) Bridge ist die Querung des Mississippi Rivers in Minneapolis, Minnesota im Zuge des Interstate Highway 35W. Der vom Minnesota Department of Transportation (Mn/DOT, dem Verkehrsministerium von Minnesota) in Auftrag gegebene Bau war notwendig geworden, nachdem das zuvor vorhandene Brückenbauwerk an gleicher Stelle am 1. August 2007 eingestürzt war.
Auf die Planung des Bauwerks nahmen neben dem Bürgermeister von Minneapolis R.T. Rybak und dem Gouverneur Minnesotas Tim Pawlenty in öffentlichen Anhörungen auch zahlreiche Einwohner der Stadt Einfluss. Trotzdem erfolgte die Planung und der Bau wesentlich schneller als bei vergleichbaren Bauwerken üblich. Ein Grund hierfür liegt in der Bedeutung der Flussquerung an dieser Stelle für den Verkehr in der Stadt und im Nord-Süd-Verkehr Minnesotas. Der Neubau wurde am 18. September 2008 freigegeben, 414 Tage nach dem Brückeneinsturz und mehr als drei Monate vor dem ursprünglich angestrebten Termin.

## Einsturz der früheren Flussquerung

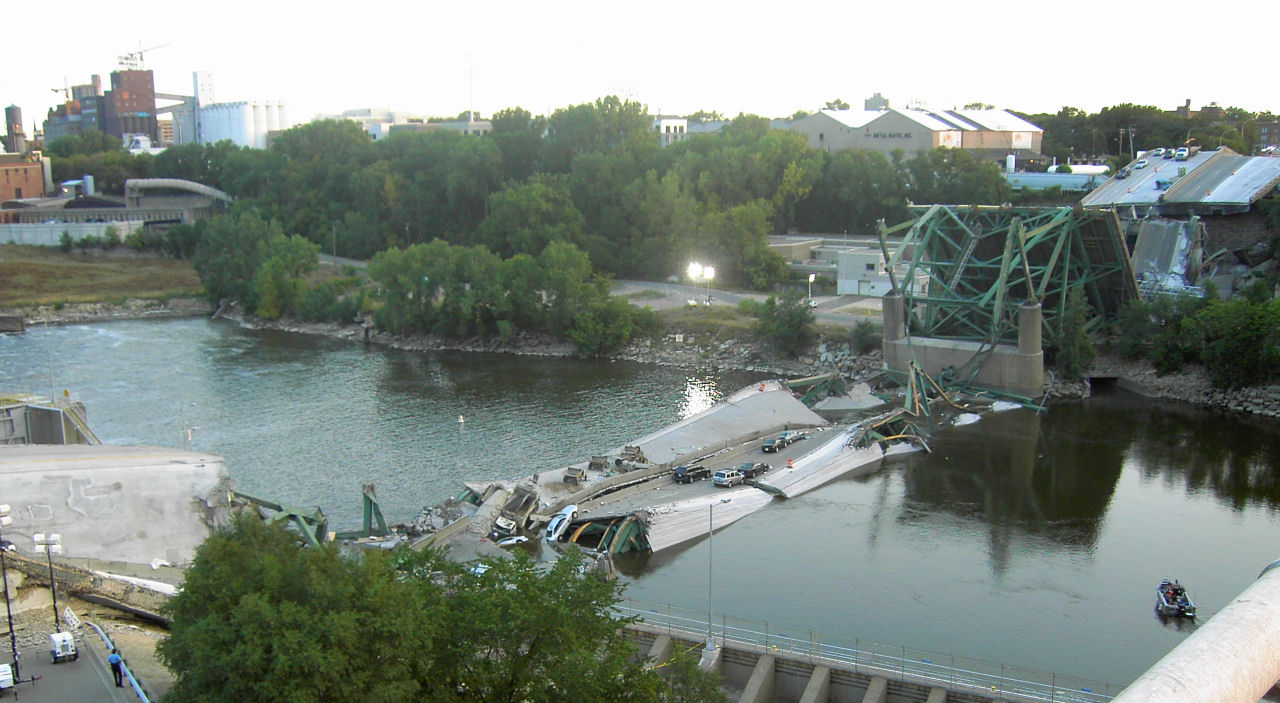
Die alte, eingestürzte Brücke

Am 1. August 2007 brach um 18:05 Uhr Ortszeit die an dieser Stelle bestehende Brücke des Interstate Highway 35 über den Mississippi River in Minneapolis zusammen. Die Fahrbahnen stürzten in den Fluss und auf dessen Ufer. Bei dem Unglück kamen 13 Personen ums Leben, 145 Menschen wurden verletzt.
Das Bauwerk war 1967 errichtet worden und ursprünglich für eine Auslastung von 66.000 Fahrzeugen am Tag ausgelegt. Die Nutzungsdauer war auf mindestens 50 Jahre veranschlagt. Über die Brücke führten anfänglich jeweils zwei Fahrstreifen pro Richtung. 1988 wurden als Reaktion auf den gestiegenen Verkehr die Seitenstreifen links und rechts der beiden Richtungsfahrbahnen in Fahrstreifen umgewandelt, sodass insgesamt acht Fahrstreifen den Fluss überquerten. 2004 fuhren durchschnittlich etwa 141.000 Fahrzeuge täglich über die Brücke.

## Finanzierung

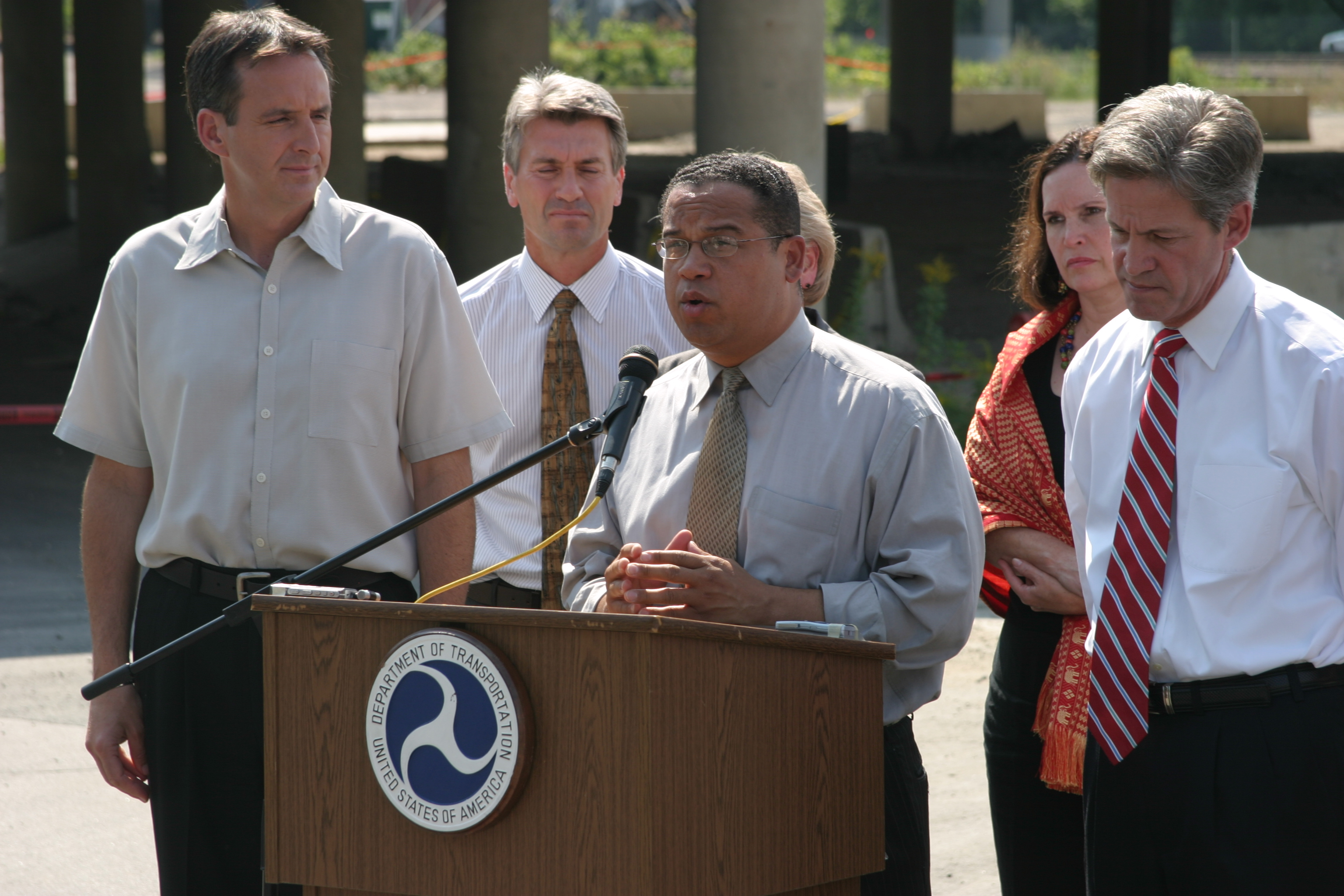
Pressekonferenz des Verkehrsministeriums. Von links nach rechts: Tim Pawlenty, R.T. Rybak, Mary Peters (verdeckt), Keith Ellison, Betty McCollum, Norm Coleman.

Innerhalb weniger Stunden nach dem Einsturz der bestehenden Brücke hatten sich Politiker dafür ausgesprochen, schnellstmöglich einen Ersatzbau zu errichten. Von der Bundesregierung der Vereinigten Staaten wurde eine Soforthilfe bereitgestellt, um die Trümmer zu beseitigen und die Opfer zu bergen. Der Abgeordnete für den 8. Kongresswahlbezirk Minnesotas im US-Repräsentantenhaus Jim Oberstar, der dem House Transportation Committee vorsteht, brachte einen Gesetzentwurf ein, um mindestens 250 Millionen US-Dollar für einen Neubau zur Verfügung zu stellen; der Entwurf wurde am 3. August einstimmig angenommen.
Der republikanische Senator Norm Coleman und Senatorin Amy Klobuchar von der Democratic-Farmer-Labor (DFL) brachten einen entsprechenden Gesetzentwurf mit Erfolg durch den Senat. Präsident George W. Bush unterschrieb das Gesetz am 6. August 2007; wegen Meinungsverschiedenheiten im Kongress dauerte es jedoch noch bis zum 26. Dezember 2007, ehe Präsident Bush das Haushaltsergänzungsgesetz unterschrieb, mit dem die Ausgabe angeordnet wurde.

## Diskussion über die Ausführung

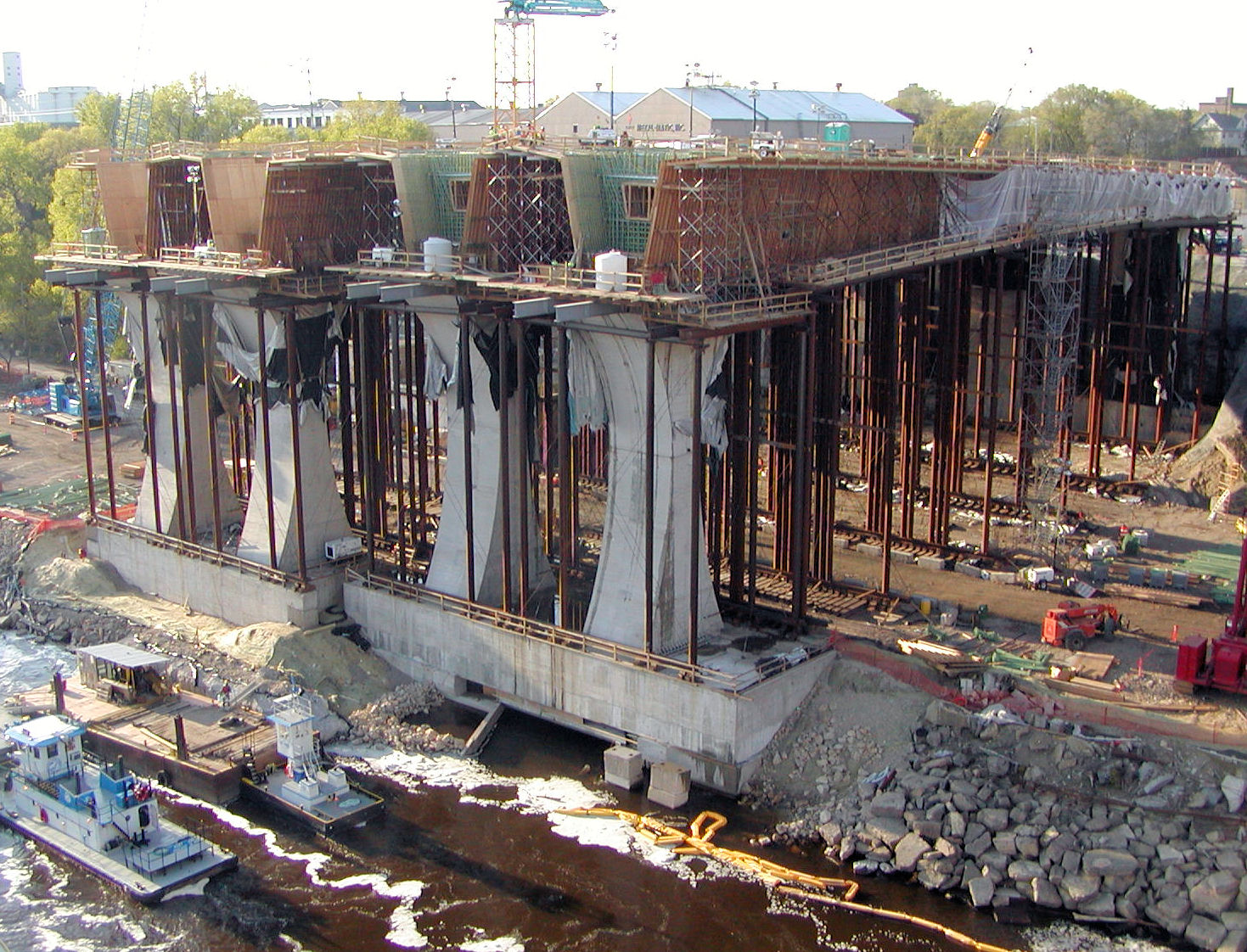
Pfeiler am Nordufer im Mai 2008

R. T. Rybak (DFL), der Bürgermeister von Minneapolis, wies schon früh darauf hin, dass in der Eile, die notwendig war, um die Lücke im Verkehrsnetz der Stadt und des Bundesstaates zu schließen, künftige Anforderungen und Überlegungen hinsichtlich der Verkehrspolitik nicht vernachlässigt werden dürften. Er verlangte, dass der Neubau sowohl dem gewachsenen Verkehr als auch dem öffentlichen Personennahverkehr zu dienen habe. In Verhandlungen zwischen Bürgermeister Rybak, Minnesotas Verkehrsministerin Carol Molnau und Gouverneur Pawlenty wurden schließlich die Anforderungen an ein Neubauprojekt erarbeitet. Diese sahen eine zehnspurigen Brücke vor, die für den nachträglichen Einbau einer Busspur oder einer Stadtbahn vorbereitet sein und deren Nutzungsdauer auf mindestens 100 Jahre veranschlagt werden sollte. Bei einer öffentlichen Anhörung äußerten Hunderte von Bürgern der Zwillingsstädte Minneapolis-Saint Paul den Wunsch, dass bei der Planung die Belange des öffentlichen Personennahverkehrs berücksichtigt werden sollten. Verkehrsministerin Molnau und der Vorsitzende des Metropolitan Council Peter Bell beharrten anfangs darauf, dass eine Stadtbahn nicht Gegenstand der Planungen für den Neubau sein sollte. Der Gouverneur Minnesotas wies das Verkehrsministerium (Mn/DOT) jedoch an, bei der Planung eine Stadtbahnlinie zu berücksichtigen. Die zusätzlichen Kosten von bis zu 35 Millionen US-Dollar werde der Bundesstaat Minnesota tragen. Eine Trassenführung der Stadtbahnlinie „Central Corridor“ über die neue Brücke spare bis zu 200 Millionen US-Dollar Baukosten, da bei der bisherigen Planung der Linie ein neuer Tunnel gebaut werden müsse und eine Brücke umfangreichen Umbauarbeiten zu unterziehen seien.
Schließlich wurde entschieden, dass der Neubau über den Fluss durch zwei etwa zweieinhalb Meter voneinander getrennten Brückenbauwerke mit jeweils fünf Fahrstreifen mit der Option einer später zu realisierenden Stadtbahnlinie oder von separaten Busspuren über das Bauwerk zu konzipieren sei. In der Planung war die Gesamtbreite mit rund 60 Metern vorgesehen – etwa 25 Meter mehr als bei der eingestürzten Brücke.

## Ausschreibung

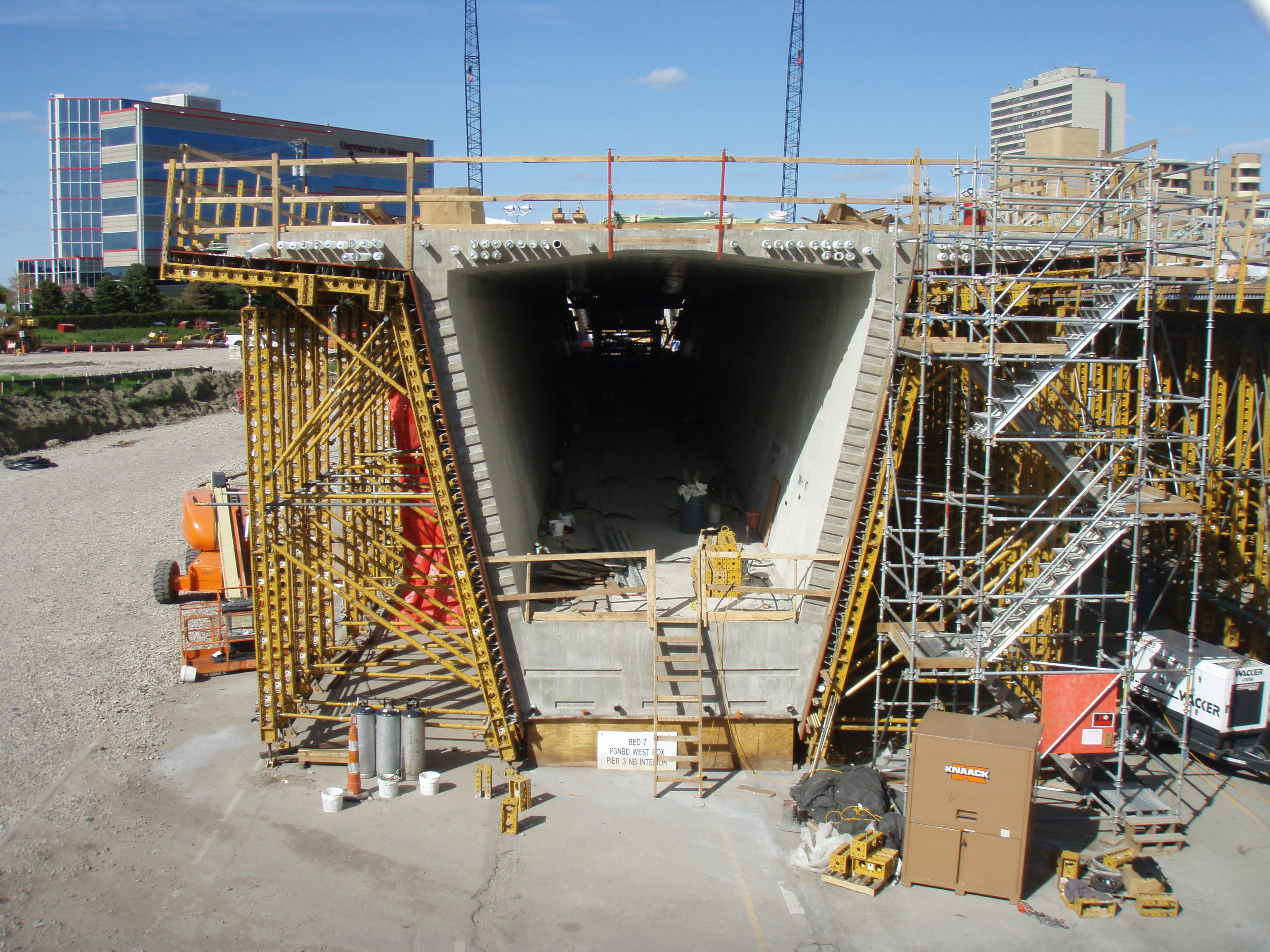
Vorfertigung der Kastenträgersektionen im Mai 2008

Nach dem Einsturz der alten Brücke hatte Mn/DOT Baufirmen aufgefordert, bis zum 8. August 2007 ihr Interesse an der Ausschreibung anzumelden. Normalerweise erfordern Projekte dieser Größenordnung in Minnesota eine Realisierungszeit von drei Jahren, aufgrund der Wichtigkeit hoffte das Ministerium auf eine Verwirklichung innerhalb von 15 Monaten. Am 9. August wurde bekanntgegeben, dass fünf Unternehmen ihre Absicht erklärt hatten und dass bis zum 18. September 2007 die Angebote vorliegen müssten.
Am 19. September 2007 wurde der Auftrag an Flatiron Constructors und die Manson Construction Company vergeben; als leitende Ingenieure wurden Figg Engineering ausgewählt. Das von Flatiron Constructors abgegebene Gebot war das mit dem höchsten Preis und der längsten Bauzeit. Der erwartete Kostenrahmen für den Bau war auf 300 bis 350 Millionen US-Dollar veranschlagt worden. Im Kostenrahmen eingeschlossen waren Prämien für schnelle Bauausführung; der Auftrag wurde schließlich für 234 Millionen US-Dollar vergeben. Der Vertrag sah für jeden Tag der verspäteten Fertigstellung nach dem festgesetzten Termin 24. Dezember 2008 eine Konventionalstrafe von 200.000 US-Dollar vor. Bei vorzeitiger Fertigstellung konnten die Baufirmen Prämien von bis zu 27 Millionen US-Dollar erhalten.
Zu den Projekten, die durch die ausgewählten Baufirmen vorher bereits realisiert wurden, zählen die Escambia Bay Bridge bei Pensacola (Florida), die John James Audubon Bridge zwischen St. Francisville und New Roads in Louisiana, die Arthur Ravenel Jr. Bridge bei Charleston (South Carolina), und ein Teilwerk der San Francisco-Oakland Bay Bridge in Kalifornien. Figg Engineering waren die leitenden Tragwerksplaner beim Bau der Sunshine Skyway Bridge bei St. Petersburg (Florida).

## Bauphase

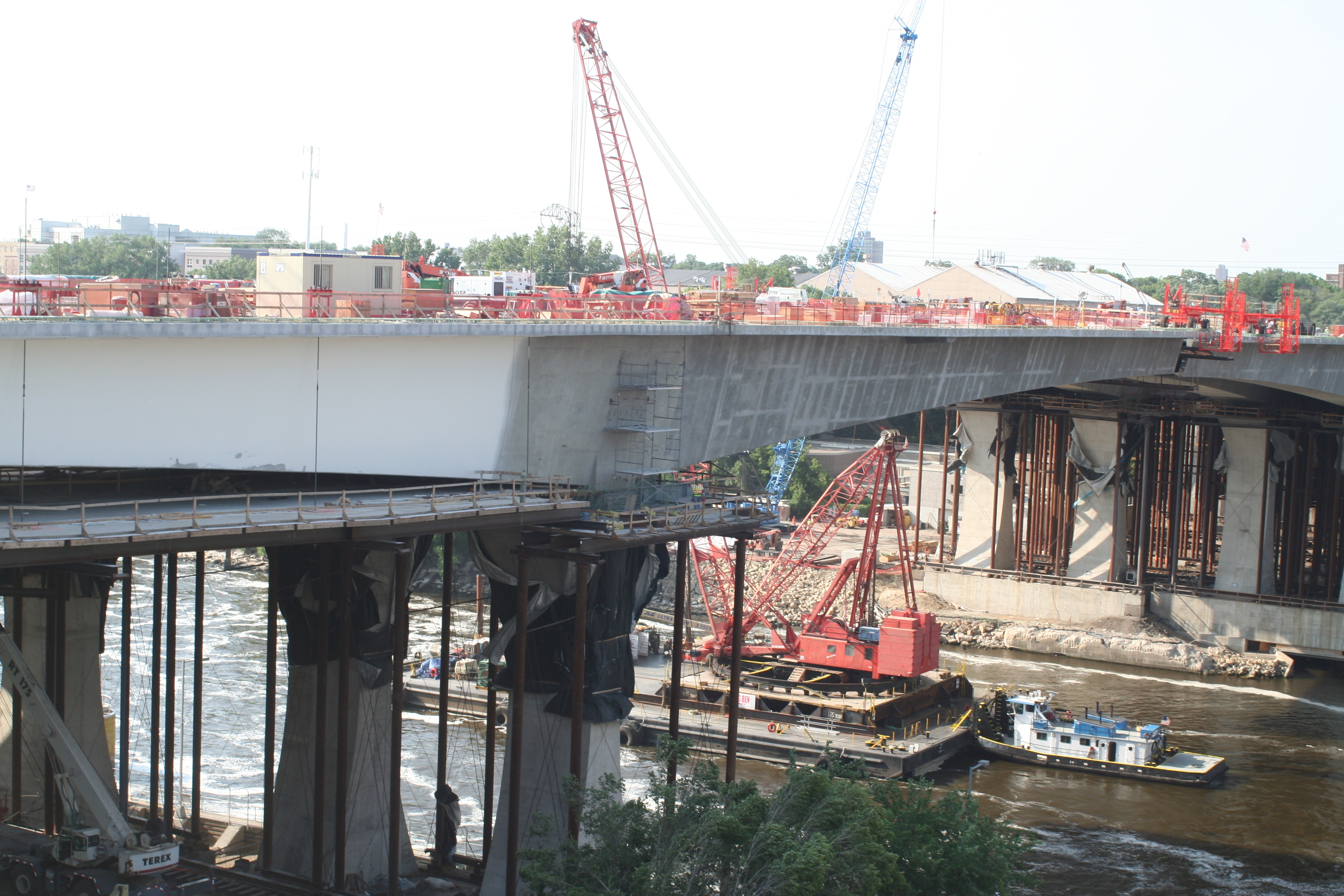
Am 5. Juli 2008.

Mn/DOT unterhielt eine Website, die alle mit dem Brückenneubau verbundenen Aktivitäten dokumentierte und wöchentliche Berichte über den Baufortschritt, Bilder der verschiedenen Konstruktionsphasen, Animationen und andere Materialien verfügbar machte. Am 17. Dezember 2007 wurde fernab der Baustelle der erste Betonträger gegossen, rund 60 m lang, 4,1 m breit und 137 cm stark. Die Brückenköpfe wurden etwa 30 m tief gegründet.
An der Baustelle wurde rund um die Uhr gearbeitet; tagsüber waren bis zu 400 Arbeiter vor Ort tätig, während der Nacht etwa die Hälfte.
Am 8. April 2008 gab Mn/DOT bekannt, dass die Halbzeit der Bauarbeiten erreicht sei und sagte voraus, dass die Fertigstellung bis zu drei Monate vor dem geplanten Termin erfolgen könne. Am 5. Juli 2008 wurden die letzten Brückensegmente der nordwärts führenden Fahrbahn verlegt. Die Hoffnung auf eine frühzeitige Fertigstellung erwies sich als zutreffend, als das Minnesota Department of Transportation die Brücke am 18. September 2008 um 5:00 Uhr morgens für den Verkehr freigeben konnte.

## Moderne Technologie
Die Brücke ist mit Sprühanlagen zur Enteisung ausgerüstet und wurde mit vorgespanntem Stahlbeton erbaut. 323 Sensoren überwachen das Brückenbauwerk, unter anderem die Bewegung des Brückendecks, die Spannung und die Temperatur. Diese Daten werden von der University of Minnesota gesammelt und ausgewertet. Auf der Brücke sorgen hochmoderne Strahler mit Leuchtdiodentechnik für die Beleuchtung.